# Никлас Данијелсон
Никлас Данијелсон (швед. Nicklas Danielsson; рођен 7. децембра 1984. у Упсали, Шведска) професионални је шведски хокејаш на леду који игра на позицији десног крила у нападу.. 
Тренутно наступа у дресу Раперсвила у швајцарској НЛА лиги (од 2013 године). 
Током каријере Данијелсон је играо за бројне шведске тимове, а највећи успех остварио је у сезони 2009/10. када је играјући у дресу Јургордена у шведској СХЛ лиги изгубио финалну серију плејофа од екипе ХВ71 са 2:4 у победама. У Шведској је још играо и за екипе Бринеса, Алмтуне и Модо хокеја. Први део сезоне 2012/13. играо је за швајцарски Берн, да би потом прешао у редове чешког Лева у КХЛ лиги, у којем је окончао ту сезону, а одиграо и први део наредне сезоне. 
Као позајмљен играч одиграо је и два сусрета за екипу Давоса на турниру Шпенглеровог купа 2013. (и постигао један гол). 
Иако га је 2003. године на улазном драфту НХЛ лиге као 160. пика у 5. рунди одабрала екипа Ванкувер Канакса, никада није заиграо у том такмичењу. 
Са сениорском репрезентацијом Шведске освојио је титулу светског првака на СП 2013, те бронзану медаљу на СП 2014. На оба турнира Данијелсон је одиграо свих 10 утакмица.